# Panacea de’Muzzi z Quarona
Panacea de'Muzzi z Quarona (ur. ok. 1368 w Quaronie, zm. prawd. 27 marca 1383) – włoska męczennica i błogosławiona Kościoła katolickiego.

## Życiorys
Jej rodzicami byli Maria de'Gambini i Wawrzyniec de'Muzzi. Gdy miała trzy lata, zmarła jej matka, a jej ojciec ożenił się ponownie z wdową, która miała własne córki. Panacea była wykorzystywana przez macochę i jej córki; wykonywała wszystkie ciężkie prace domowe, wypasała też owce. Macocha stosowała wobec niej również przemoc fizyczną; w wyniku kolejnego pobicia Panacea zmarła. Została pochowana we wsi Ghemme, odległej 25 km od Quarona.

## Legendy i kult
Z postacią Panacei wiąże się kilka legend; najważniejsza tłumaczy przyczynę jej śmierci. Panacea podczas wypasania owiec miała pogrążyć się w modlitwie za złe uczynki macochy. Tymczasem owce same wróciły do zagrody. Rozwścieczona kobieta znalazła dziewczynę i pobiła ją na śmierć. 
Historię tę dodano do przebiegu tragicznych wydarzeń znacznie później, a jej elementy religijne dawały podstawę kultu. Grób zmarłej stał się popularnym miejscem pielgrzymek, a Panacea pierwotnie była patronką chorych na padaczkę. Dużym zaangażowaniem w rozpowszechnieniu kultu wykazał się biskup Novary. W 1409 roku w mieście istniały już dwie kaplice poświęcone Panacei. W 1593 roku papież Klemens VIII dokonał rewizji, a jej kult oficjalnie potwierdził w 1867 roku papież Pius IX, nadając jej tytuł błogosławionej.
Jej postać upamiętniona została na obrazach znajdujących się w Novarze i Vercelli.